# Reiziger (band)
Reiziger is een Belgische postcoreband uit Hechtel. De band ontstond uit de hardcoreband Kosjer D die in 1995 één gelijknamig album uitbracht. Plessers en Hendrick vormden hierop Reiziger, vernoemd naar de Nederlandse ex-voetballer Michael Reiziger.
De band stopte met een afscheidsconcert op 11 oktober 2002 in de Brusselse Ancienne Belgique. In 2012 verscheen na lange stilte toch een nieuw album, Kodiak Station. Datzelfde jaar werd een reünieoptreden gespeeld op Pukkelpop, een festival waar ze tijdens de beginperiode al meermaals speelden.

## Discografie
- Our Kodo (1999)
- The kitten becomes a tiger (2000)
- My favourite everything (2001)
- Kodiak station (2012)